# Gmina Dobromierz
Die Gmina Dobromierz ist eine Landgemeinde im Powiat Świdnicki in der Woiwodschaft Niederschlesien in Polen. Sitz der Landgemeinde ist Dobromierz.

## Wappen
Das Wappen in Blau zeigt in Gold die Buchstaben „W W“ mit stumpfem Pfeil in der Mitte. Es wurde im Jahre 1409 vom böhmischen König Wenzel IV. dem damaligen Städtchen „Friedeberg“ (später Hohenfriedeberg) verliehen, an den 1368 das Herzogtum Schweidnitz erbrechtlich gelangt war. Nach dem Übergang an Polen 1945 wurde Hohenfriedeberg in Dobromierz umbenannt und das Wappen von 1409 übernommen.

## Schulzenämter der Landgemeinde
Die Landgemeinde Dobromierz besteht aus zwölf Schulzenämtern. Sie umfasst ein Gebiet von 86 km² mit 6000 Einwohnern. Sie gehört der Euroregion Neiße an. Zur Gemeinde gehören folgende Ortschaften:
- Borów (Bohrauseifersdorf)
- Bronów (Börnchen)
- Czernica (Tschirnitz, 1937–1945 Dornberg)
- Dobromierz (Hohenfriedeberg) Sitz der Gemeindeverwaltung
- Dzierzków (Dätzdorf)
- Gniewków (Girlachsdorf)
- Jaskulin (Möhnersdorf)
- Jugowa (Hausdorf)
- Kłaczyna (Kauder) mit Burgruine Kauder
- Pietrzyków (Hohenpetersdorf) mit Schloss Hohenpetersdorf
- Roztoka (Rohnstock)
- Szymanów (Simsdorf) mit Schloss Simsdorf

### Benachbarte Gemeinden
Die Landgemeinde grenzt an die Stadt Świebodzice sowie die Landgemeinden Bolków, Mściwojów, Paszowice, Stare Bogaczowice und Strzegom.

## Persönlichkeiten
- Johann Karl von Mutius (1758–1816), preußischer Generalmajor, geboren in Börnchen.